# Salvadori-Brillenvogel
Der Salvadori-Brillenvogel (Zosterops simplex salvadorii) ist eine kaum erforschte Unterart des Swinhoebrillenvogels (Zosterops simplex) aus der Familie der Brillenvögel. Er ist endemisch auf den Inseln Enggano, Mega und Dua im Südwesten von Sumatra. Benannt ist die Art nach dem italienischen Ornithologen Tommaso Salvadori.

## Merkmale
Der Salvadori-Brillenvogel erreicht eine Größe von 10 Zentimetern. Der Oberkopf und die Oberseite sind olivgrün. Der deutliche, weiße Augenring wird vorne durch einen schwärzlichen Flecken unterbrochen. Ein breiter schwärzlicher Zügelstrich zieht sich bis unter und hinter das Auge. Die Handschwingen und Steuerfedern sind schwärzlichbraun mit olivgrünen Rändern. Die Kehle, das Kinn, die Unterschwanzdecken und ein undeutlicher Streifen oberhalb der Bauchmitte sind zitronengelb. Die übrige Unterseite ist hellgrau, der Bauch ist fast weiß, die Flanken sind schmutziggrau. Die Iris ist rötlichbraun oder gelblichbraun. Der Schnabel ist schwarz. Die Beine sind bleifarben. Die Geschlechter sehen gleich aus. Die juvenilen Vögel sind bisher unbeschrieben. Über die Lautäußerungen liegen nur wenige Informationen vor, aber der Gesang hat anscheinend Ähnlichkeiten mit dem des Ganges-Brillenvogels (Zosterops palpebrosus).

## Verbreitung und Lebensraum
Sein Verbreitungsgebiet ist auf die 444 km² große Insel Enggano, auf die Nachbarinsel Dua und auf die 170 km nordwestlich von Enggano gelegene unbewohnte Insel Mega beschränkt. Der Salvadori-Brillenvogel bewohnt dort Kokosnuss-Wäldchen und andere bewaldete Regionen im Tiefland.

## Systematik
Gegenwärtig wird der Salvadori-Brillenvogel als Unterart des Swinhoebrillenvogels (Zosterops simplex) aufgefasst.

## Lebensweise
Über seine Lebensweise ist fast nichts bekannt. Auf der Insel Mega wurde ein Schwarm von sechs Individuen beobachtet.

## Bestand und Gefährdung
Über die Bestandssituation des Salvadori-Brillenvogels liegen keine Informationen vor. 1983 wurde er noch als häufig beschrieben. Von BirdLife International wird er gegenwärtig als „nicht gefährdet“ (least concern) eingestuft. Enggano ist noch ziemlich flächendeckend bewaldet und verfügt über ein großes Jagdreservat.